# Typhochrestus splendidus
Typhochrestus splendidus là một loài nhện trong họ Linyphiidae.
Loài này thuộc chi Typhochrestus. Typhochrestus splendidus được Robert Bosmans miêu tả năm 1990.